# Javier Martínez Pedro

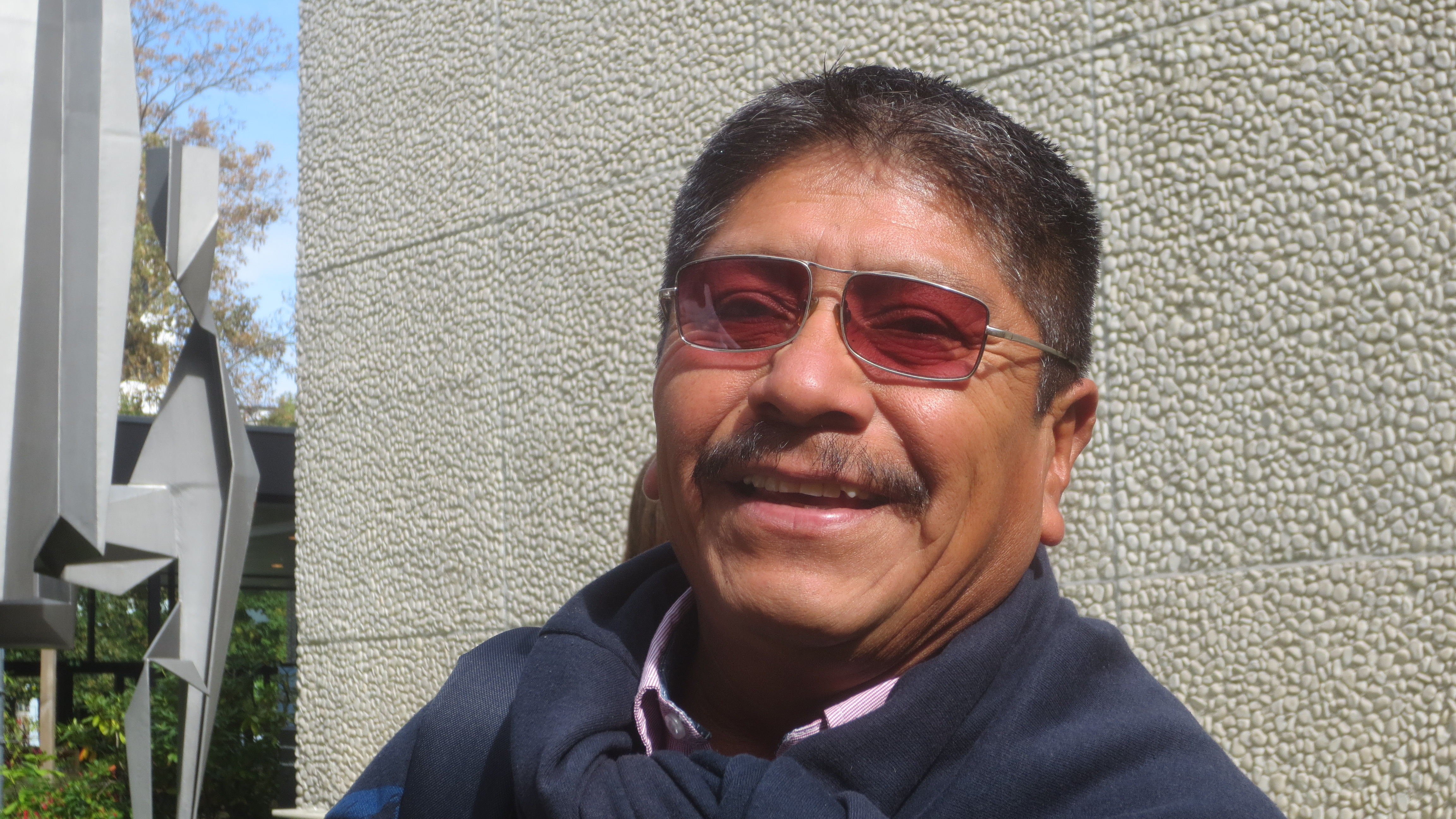
Javier Martínez Pedro (2015 beim Kinder- und Jugendprogramm des Internationalen Literaturfestivals Berlin)

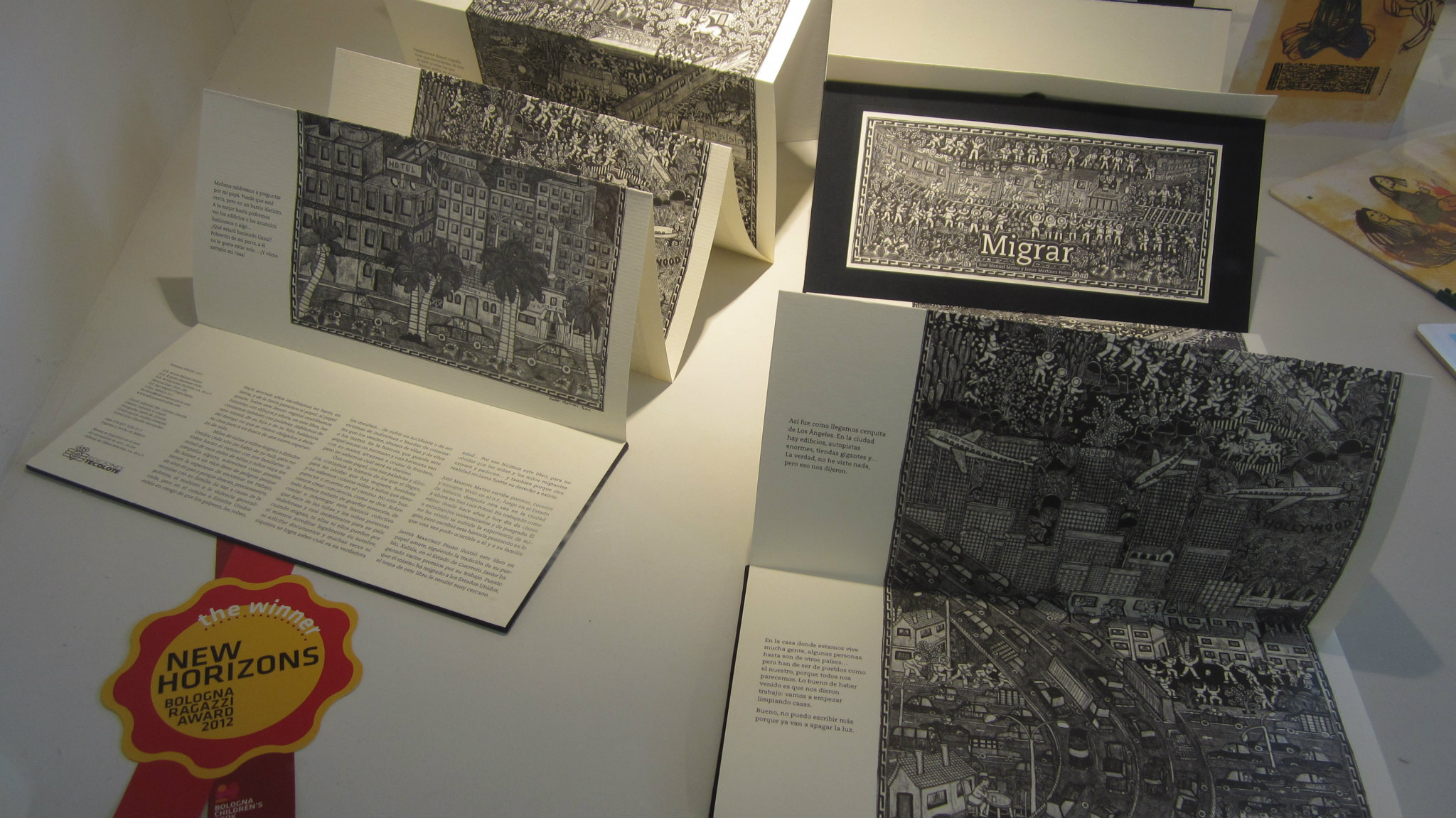
Pedros Bilderbuch Migrar, ausgestellt auf der Bologna Children’s Book Fair (2012)

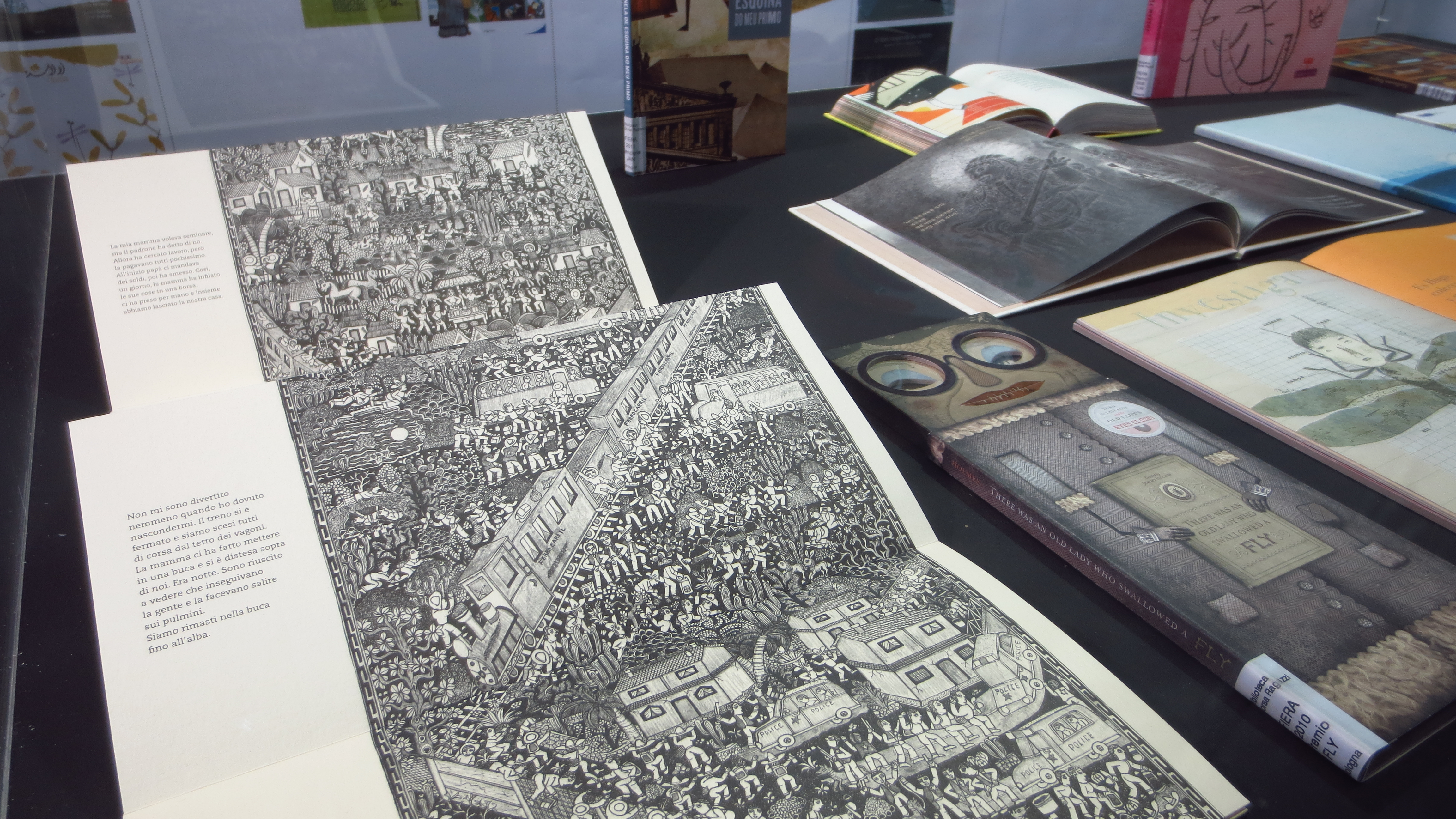
Pedros Bilderbuch Migrar, präsentiert in der Ausstellung 50 Years Bologna Ragazzi Award auf der Bologna Children’s Book Fair (2015)

Javier Martínez Pedro (* 1963 in Xalitla bei Iguala, Bundesstaat Guerrero, Mexiko) ist ein mexikanischer Künstler. Das von ihm illustrierte Buch Migrar (2011; deutsch Migrar, 2015) über mexikanische Migranten wurde von der internationalen Presse als „atemberaubend“ (Kirkus Reviews), „eindrucksvoll“ (Publishers Weekly) und „ein Kunstwerk“ (Deutschlandradio Kultur) bezeichnet. Außerdem wurde es mit verschiedenen Preisen ausgezeichnet, darunter 2012 mit dem Bologna Ragazzi Award auf der Bologna Children’s Book Fair. Pedro lebt und arbeitet in seiner Geburtsstadt Xalitla.

## Leben und Werk
Javier Martínez Pedro gilt als einer der wichtigsten Künstler der Illustration auf Baumrindenpapier, welches er auch selbst herstellt. Für seine Arbeit mit dieser künstlerischen Technik wurde er mit verschiedenen nationalen und internationalen Auszeichnungen geehrt. Typische Motive seiner künstlerischen Arbeit sind Szenen des ländlichen Alltags wie die tägliche Arbeit der Bauern, Hochzeiten oder Festumzüge.
Pedros Bilderbuch Migrar ist sein Debüt als Illustrator von Büchern. Grundlage der Geschichte ist ein Text des mexikanischen Lyrikers José Manuel Mateo. Migrar ist bereits buchbinderisch eine Besonderheit. Es wird nicht wie ein klassisches Buch von links nach rechts durchblättert, sondern als Leporellobuch mit einer einzigen, neunfach gefalteten, einseitig bedruckten Seite vertikal von oben nach unten gelesen. Dementsprechend ist auch der Textfluss von oben nach unten und nicht von links nach rechts. Pedros detailreiche, ausschließlich schwarz-weißen Illustrationen bilden ein einziges längliches, 23 Zentimeter breites und 139 Zentimeter langes Bild, das akkordeonartig aufgeklappt wird und das linksseitig vom Text des Bilderbuches flankiert wird. Die Illustration des Buches wurde auf traditionellem Amatl, also eine Art Baumrindenpapier, angefertigt. Das Buchcover sowie die Rückseite des Buches bestehen – bis auf die Coverillustration selbst – aus Leinen. Das Buch Migrar steht in der Tradition der Aztekencodices, einer Bilderhandschrift, die von den Azteken vom 14. bis ins 16. Jahrhundert verwendet wurde.
Migrar erzählt die Geschichte der Reise einer Familie von einem mexikanischen Dorf in ländlicher Idylle nach Los Angeles. Erzähler ist ein kleiner Junge. Die Geschichte beginnt damit, dass der Junge von Veränderungen erzählt, die in seinem Dorf passieren, weil viele Männer das Dorf verlassen, um Arbeit in den Vereinigten Staaten zu finden, bis das ganze Dorf schließlich nur noch aus Frauen und Kindern besteht. Auch der Vater des Jungen flieht in die Vereinigten Staaten, um dort zu arbeiten und seiner Familie Geld zu schicken. Als kein Geld mehr ankommt, und die Mutter des Jungen im Dorf ebenfalls keine Arbeit findet, ist auch für die restliche Familie eine Flucht unausweichlich. Der Junge, seine Schwester und seine Mutter springen auf einen Zug, um ebenfalls in die Vereinigten Staaten zu fliehen. Sie möchten Geld verdienen und den Vater finden. Als illegale Einwanderer erreichen sie schließlich Los Angeles. Dort finden sie zwar eine Beschäftigung im Reinigungsgewerbe, doch ihre Zukunft bleibt ungewiss. Auch den Vater haben sie am Ende des Buches noch nicht gefunden.
Die Originalausgabe von Migrar erschien 2011 in Mexiko in spanischer Sprache bei Ediciónes Tecolote. Es folgten Ausgaben in Frankreich (2011) bei Rue du monde unter dem Titel Au pays de mon ballon rouge, in Spanien (2012) bei Kalandraka unter dem Titel Migrar, in Italien (2013) bei Gallucci unter dem Titel Migranti, in Polen (2013) bei Wydawnictwo Widnokrąg unter dem Titel Emigracja, in Brasilien (2014) bei Pallas Editora unter dem Titel Migrar und in den USA (2014) bei Abrams Books unter dem Titel Migrant – The Journey of a Mexican Worker. Besonderheit der amerikanischen Fassung ist, dass diese in englischer und spanischer Sprache erschien. Besonderheit der französischen Fassung ist, dass diese im Gegensatz zur Originalausgabe teilweise koloriert ist und außerdem nicht im Leporelloformat, sondern als reguläres Buch erschien, bei dem die Gesamtillustration auf die Buchseiten aufgeteilt wurde. Die deutsche Ausgabe des Buches, die zweisprachig Spanisch-Deutsch ist, erschien 2015 bei Edition Orient.
Pedro ist selbst auch ein Flüchtling, floh einst in die Vereinigten Staaten, um Geld zu verdienen, lebt inzwischen aber wieder im Xalitla in der Nähe von Iguala im mexikanischen Bundesstaat Guerrero. Im September 2015 trat er erstmals in Deutschland auf und stellte sein Buch Migrar beim Kinder- und Jugendprogramm des 15. Internationalen Literaturfestivals Berlin vor.

## Bibliografie
- Migrar. José Manuel Mateo (Text). Javier Martínez Pedro (Illustration). Ediciónes Tecolote, Mexiko-Stadt 2011, ISBN 978-84-15250-38-8; deutsch-spanische Ausgabe: Edition Orient, Übersetzung aus dem Spanischen: Ilse Layer, Berlin 2015, erschien im August 2015

Migrar ist bislang das einzige Buch, was Pedro illustrierte.

## Nominierungen, Auszeichnungen und weitere Ehrungen
| Datum             | Buch / Kunstwerk                                                                              | Nominierung / Auszeichnung |
| ----------------- | --------------------------------------------------------------------------------------------- | --- |
| 2007              | Illustration auf Baumrindenpapier zum Thema „Geburt der Farben“                               | Lobende Erwähnung beim 14. Concurso Nacional de Nacimientos Mexicanos                                                                                   |
| 2009              | farbige Illustration auf Baumrindenpapier mit dem Titel Historia de la vida de Miguel Hidalgo | 2. Preis in der Kategorie Pintura Popular Bicentenario beim 34. Concurso Nacional Gran Premio de Arte Popular, dotiert mit 12.000 mexikanischen Dollars |
| März 2012         | Migrar                                                                                        | Bologna Ragazzi Award in der Kategorie New Horizons auf der Bologna Children’s Book Fair                                                                |
| 27.09.2012        | Migrar                                                                                        | Antonio-García-Cubas-Preis, verliehen auf der 24. Feria del Libro de Antropología e Historia in Mexiko-Stadt                                            |
| 2012              | Migrar                                                                                        | White Raven der Internationalen Jugendbibliothek |
| 17.03.2014        | Migrar                                                                                        | Starred Review von Kirkus Reviews |
| 28.04.2014        | Migrar                                                                                        | Starred Review von Publishers Weekly |
| 2014              | Migrar                                                                                        | Aufnahme in die Liste Libros recomendados para niños y jóvenes 2014 (Liste Empfehlenswerte Bücher für Kinder und Jugendliche) vom IBBY in Mexiko        |
| 2014              | Migrar                                                                                        | Aufnahme in die Liste Great 2014 Kid Books der Huffington Post                                                                                          |
| 2014              | Migrar                                                                                        | Aufnahme in die Liste Best Children’s Books of 2014 von Kirkus Review                                                                                   |
| 2014              | Migrar                                                                                        | Aufnahme in die Liste Best Picture Books of 2014 that celebrate Diversity von Kirkus Review                                                             |
| 2014              | Migrar                                                                                        | Aufnahme in die Liste Best Picture Books of 2014 that confound expectations von Kirkus Reviews                                                          |
| 30.03.–02.04.2015 | Migrar                                                                                        | Präsentation in der Ausstellung 50 Years Bologna Ragazzi Award auf der Bologna Children’s Book Fair                                                     |
| 2015              | Migrar                                                                                        | Aufnahme in die Liste Outstanding International Books 2015 des United States Board on Books for Young People                                            |
| 2015              | Migrar                                                                                        | Aufnahme in die Liste 2015 Notable Children’s Books in the English Language Arts der Children’s Literature Assembly                                     |
| Februar 2016      | Migrar                                                                                        | Esel des Monats der Zeitschrift Eselsohr |

## Presseschau
Migrar (2011)

“The readers are offered a breath-taking panorama of a landscape cluttered with innumerable figures and objects. It simultaneously shows all parts of the story and depicts the protagonists on their odyssey as small and somehow lost. This gorgeous, exceptional book is pitch-perfect from its initial idea down to its careful and attractive production.”

“Its touching message is rendered with an illustration technique whose tightly packed, crowded images hark back to the still mysterious format of the cave painting. We are presented with everything altogether, the entire story and all its characters. Afterwards sits alongside Before… However, no child will feel any sense of bewilderment, understanding implicitly how the system works.”

„Fast schon mehr Kunstwerk als Buch.“

“A family’s desperate journey from Mexico to Los Angeles unfolds through a boy’s first-person narration in this striking bilingual, codex-style book, with accordion-style pages to be read vertically. […] The dangers involved, hope required, and uncertain future that awaits this family and others like it are viscerally felt.”

“A family’s arduous journey from a farm in Mexico to a crowded dwelling in Los Angeles unfolds, literally, as a ribbon is untied and accordion-style pages open to reveal one continuous, aesthetically astonishing scene. The densely packed black-and-white composition painted on traditional amate (tree bark) paper conjures both the mystery and stylization of pre-Columbian codices and the imagery and political overtones of a Diego Rivera mural. […] Content and design coalesce in a handsome presentation that invites readers to decode intriguing images in a pastoral setting suggestive of folklore – and in the process, arouses empathy for the all-too-real risks surrounding migrants. Breathtaking.”

“In a straightforward first-person narration, Migrant […] recounts a child’s memories of his migration from Mexico to Los Angeles. The dramatic journey includes jumping a train, scaling a wall, and being chased by dogs. Javier Martínez Pedro’s intricately detailed black-and-white artwork is presented as one long vertical image with an accordion fold, in the style of ancient Mayan codices.”

„Auch wenn das Leporello Migrar beim Internationalen Literaturfestival Berlin seine Deutschlandpremiere in der Kategorie Kinder- und Jugendliteratur feiert: Javier Martínez Pedro hat es auch für Erwachsene gezeichnet und hofft, dass sie Gefallen daran finden. Dafür spricht, dass das Leporello nicht nur zeichnerisch, sondern auch buchbinderisch ein Kunstwerk ist – in edlem Karton und schwarzem Leinen.“

„Was erzählt wird, ist so ungewöhnlich wie das Format dieses Bildbuches […]. Die Ereignisse der Reise fließen als ruhiger Erzählstrom ineinander, während das Bild alle Etappen auf einem Bogen vereint. Im Deutschen hat man den Begriff Wimmelbild für diesen übervollen und naiven Stil geprägt. Hier wird er übertroffen – als hätte man dem Gewimmel zugerufen, dass es noch einmal zusammenrücken soll, damit auch die Grenzzäune, Flüchtlinge, Polizeiautos und Eisenbahnen mit auf das Bild passen, das erst vor den Palmen und Highways von Los Angeles zu seinem Ende findet.“

„Scheinbar kindlich-naiv und ohne auf Proportionen oder Perspektiven Rücksicht zu nehmen, reiht sich hier ein zum Bersten voll gestaltetes Bild an das nächste. Allerdings täuschen die an Wimmelbücher für kleine Kinder erinnernde Gestaltung der Bilder und der schlichte Text nicht über den Tiefgang hinweg, den die Story auf den zweiten Blick für ältere Leser bereithält […].“

„Migrar ist ein ungewöhnliches Buch. Es ist ein Querformat, ein in schwarze Leinendeckel eingebundes Leporello, das – wenn man es entfaltet, ein einzigees zusammenhängendes Wimmelbild ergibt. Die eindrucksvollen, plastisch in Schwarz-Weiß gehaltenen Szenen zitieren die mexikanischen murales […].“

„Ein gelungenes All-Age-Kunstwerk.“

## Festivalteilnahmen
- September 2015: Kinder- und Jugendprogramm des 15. Internationalen Literaturfestivals Berlin